# Japonogaster oohashianus
Japonogaster oohashianus är en svampart som beskrevs av Kobayasi 1989. Japonogaster oohashianus ingår i släktet Japonogaster och familjen Agaricaceae.   Inga underarter finns listade.